# Tapejara (pterossauro)
Tapejara (do tupi antigo "o senhor dos caminhos") é um gênero de pterossauro brasileiro do período Cretáceo (Formação Santana, datando de há cerca de 112 milhões de anos), tendo como espécie-tipo a Tapejara wellnhoferi, descrita no ano de 1989. As cristas da tapejara consistiam em uma estrutura semicircular sobre o focinho e uma ponta óssea que se estendia atrás da cabeça.

## Espécies e Classificação

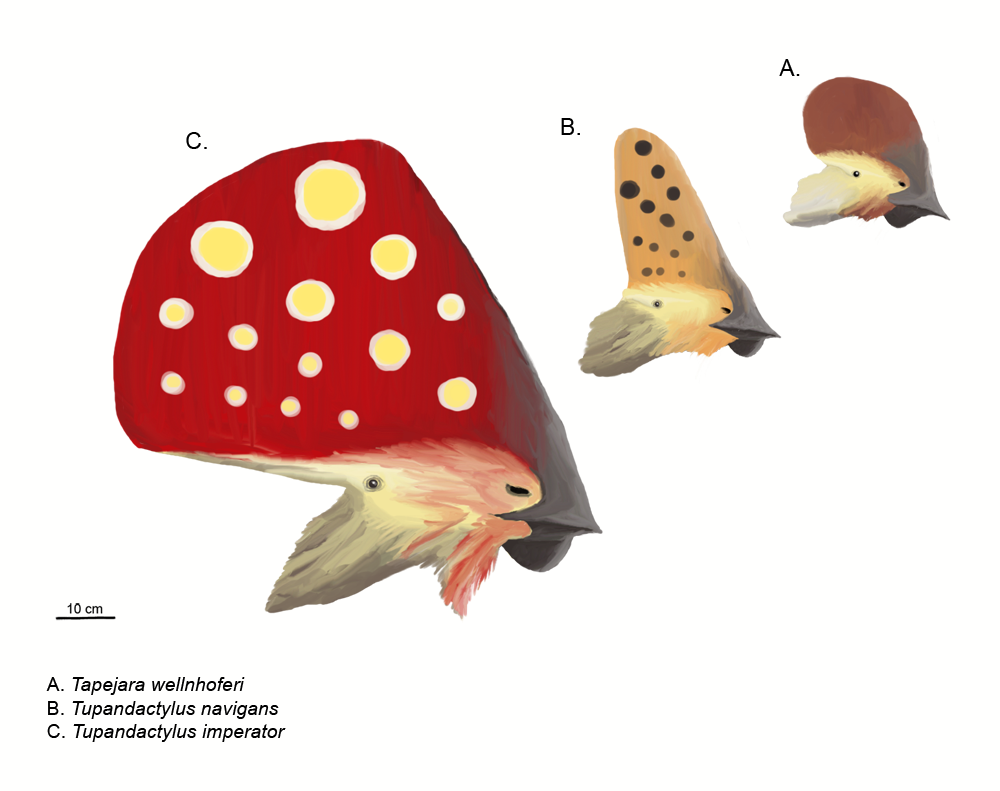
Representações de perfil de um Tupandactylus imperator (C), de um Tupandactylus navigans (B) e de uma Tapejara wellnhoferi (A)

A espécie-tipo, e apenas uma atualmente reconhecida como válida pela maioria dos pesquisadores, é T. wellnhoferi. O nome específico homenageia o paleontólogo alemão Peter Wellhofer. Duas espécies maiores, originalmente chamadas Tapejara imperator e Tapejara navigans, foram posteriormente classificadas no gênero Tapejara. No entanto, vários estudos mostraram que T. imperator e T. navigans são significativamente diferentes de T. wellnhoferi e, portanto, foram reclassificados em novos gêneros. A espécie T. imperator recebeu um gênero próprio, Tupandactylus, de Alexander Kellner e Diógenes de Almeida Campos. Unwin e Martill descobriram que T. imperator e T. navigans pertencem ao mesmo gênero e os chamaram de Ingridia imperator e I. navigans, respectivamente. Este nome de gênero homenageou a falecida esposa de Wellnhofer, Ingrid.
Como o Tupandactylus foi nomeado primeiro, manteve a prioridade sobre o nome Ingridia. Para complicar as coisas, tanto o nome Tupandactylus quanto Ingridia usavam o antigo "imperador Tapejara" como espécie-tipo. Os cientistas que descreveram Tupandactylus não nomearam um T. navigans (mas sugeriram que era sinônimo de T. imperator), e a Tapejara navigans não foi formalmente reclassificada como uma espécie distinta do gênero Tupandactylus até o ano de 2011.

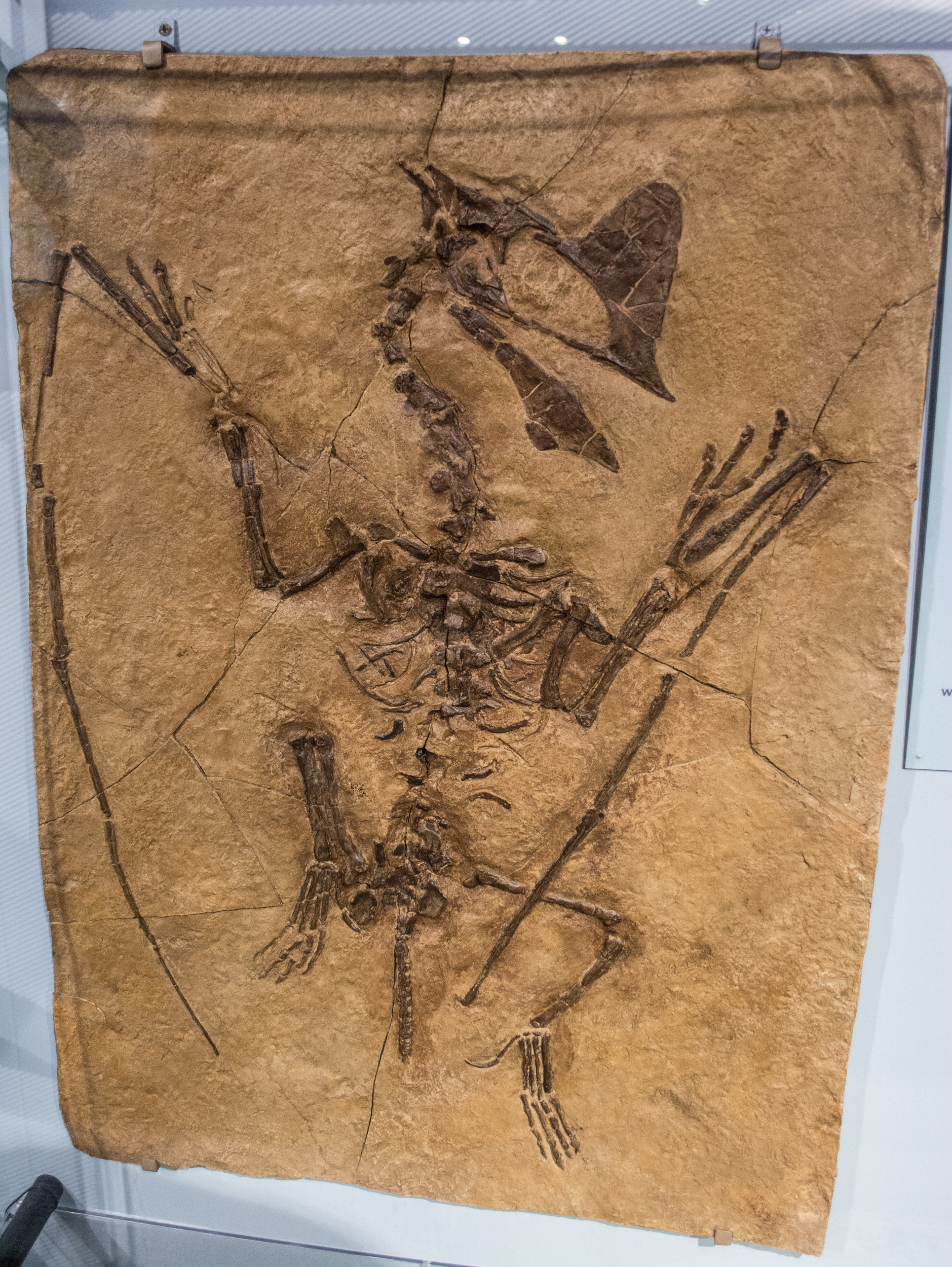
Bloco com fóssil de Tapejara

O cladograma abaixo segue uma análise filogenética de Alexander Kellner, o descritor de Tapejara, e colegas em 2019. Eles recuperaram Tapejara dentro dos Tapejarini (uma tribo dentro da família Tapejaridae), táxon irmão de três outros gêneros: Europejara, Caiuajara dobruskii e Tupandactylus.
|  | Thalassodromeus sethi |
|  |                       |
|  | Tupuxuara leonardii   |
|  |                       |

|  | Eopteranodon lii          |
|  |                           |
|  | "Huaxiapterus" benxiensis |
|  |                           |
|  | "Huaxiapterus" corollatus |
|  |                           |
|  | Sinopterus dongi          |
|  |                           |

|  | Europejara olcadesorum  |
|  |                         |
|  | Caiuajara dobruskii     |
|  |                         |
|  | Tapejara wellnhoferi    |
|  |                         |
|  | Tupandactylus imperator |
|  |                         |

|  | Eopteranodon lii          |
|  |                           |
|  | "Huaxiapterus" benxiensis |
|  |                           |
|  | "Huaxiapterus" corollatus |
|  |                           |
|  | Sinopterus dongi          |
|  |                           |

|  | Europejara olcadesorum  |
|  |                         |
|  | Caiuajara dobruskii     |
|  |                         |
|  | Tapejara wellnhoferi    |
|  |                         |
|  | Tupandactylus imperator |
|  |                         |

|  | Eopteranodon lii          |
|  |                           |
|  | "Huaxiapterus" benxiensis |
|  |                           |
|  | "Huaxiapterus" corollatus |
|  |                           |
|  | Sinopterus dongi          |
|  |                           |

|  | Europejara olcadesorum  |
|  |                         |
|  | Caiuajara dobruskii     |
|  |                         |
|  | Tapejara wellnhoferi    |
|  |                         |
|  | Tupandactylus imperator |
|  |                         |

|  | Eopteranodon lii          |
|  |                           |
|  | "Huaxiapterus" benxiensis |
|  |                           |
|  | "Huaxiapterus" corollatus |
|  |                           |
|  | Sinopterus dongi          |
|  |                           |

|  | Europejara olcadesorum  |
|  |                         |
|  | Caiuajara dobruskii     |
|  |                         |
|  | Tapejara wellnhoferi    |
|  |                         |
|  | Tupandactylus imperator |
|  |                         |

|  | Eopteranodon lii          |
|  |                           |
|  | "Huaxiapterus" benxiensis |
|  |                           |
|  | "Huaxiapterus" corollatus |
|  |                           |
|  | Sinopterus dongi          |
|  |                           |

|  | Europejara olcadesorum  |
|  |                         |
|  | Caiuajara dobruskii     |
|  |                         |
|  | Tapejara wellnhoferi    |
|  |                         |
|  | Tupandactylus imperator |
|  |                         |

|  | Eopteranodon lii          |
|  |                           |
|  | "Huaxiapterus" benxiensis |
|  |                           |
|  | "Huaxiapterus" corollatus |
|  |                           |
|  | Sinopterus dongi          |
|  |                           |

|  | Europejara olcadesorum  |
|  |                         |
|  | Caiuajara dobruskii     |
|  |                         |
|  | Tapejara wellnhoferi    |
|  |                         |
|  | Tupandactylus imperator |
|  |                         |

|  | Eopteranodon lii          |
|  |                           |
|  | "Huaxiapterus" benxiensis |
|  |                           |
|  | "Huaxiapterus" corollatus |
|  |                           |
|  | Sinopterus dongi          |
|  |                           |

|  | Europejara olcadesorum  |
|  |                         |
|  | Caiuajara dobruskii     |
|  |                         |
|  | Tapejara wellnhoferi    |
|  |                         |
|  | Tupandactylus imperator |
|  |                         |

|  | Eopteranodon lii          |
|  |                           |
|  | "Huaxiapterus" benxiensis |
|  |                           |
|  | "Huaxiapterus" corollatus |
|  |                           |
|  | Sinopterus dongi          |
|  |                           |

|  | Europejara olcadesorum  |
|  |                         |
|  | Caiuajara dobruskii     |
|  |                         |
|  | Tapejara wellnhoferi    |
|  |                         |
|  | Tupandactylus imperator |
|  |                         |

|  | Thalassodromeus sethi |
|  |                       |
|  | Tupuxuara leonardii   |
|  |                       |

|  | Eopteranodon lii          |
|  |                           |
|  | "Huaxiapterus" benxiensis |
|  |                           |
|  | "Huaxiapterus" corollatus |
|  |                           |
|  | Sinopterus dongi          |
|  |                           |

|  | Europejara olcadesorum  |
|  |                         |
|  | Caiuajara dobruskii     |
|  |                         |
|  | Tapejara wellnhoferi    |
|  |                         |
|  | Tupandactylus imperator |
|  |                         |

|  | Eopteranodon lii          |
|  |                           |
|  | "Huaxiapterus" benxiensis |
|  |                           |
|  | "Huaxiapterus" corollatus |
|  |                           |
|  | Sinopterus dongi          |
|  |                           |

|  | Europejara olcadesorum  |
|  |                         |
|  | Caiuajara dobruskii     |
|  |                         |
|  | Tapejara wellnhoferi    |
|  |                         |
|  | Tupandactylus imperator |
|  |                         |

|  | Eopteranodon lii          |
|  |                           |
|  | "Huaxiapterus" benxiensis |
|  |                           |
|  | "Huaxiapterus" corollatus |
|  |                           |
|  | Sinopterus dongi          |
|  |                           |

|  | Europejara olcadesorum  |
|  |                         |
|  | Caiuajara dobruskii     |
|  |                         |
|  | Tapejara wellnhoferi    |
|  |                         |
|  | Tupandactylus imperator |
|  |                         |

|  | Eopteranodon lii          |
|  |                           |
|  | "Huaxiapterus" benxiensis |
|  |                           |
|  | "Huaxiapterus" corollatus |
|  |                           |
|  | Sinopterus dongi          |
|  |                           |

|  | Europejara olcadesorum  |
|  |                         |
|  | Caiuajara dobruskii     |
|  |                         |
|  | Tapejara wellnhoferi    |
|  |                         |
|  | Tupandactylus imperator |
|  |                         |

|  | Eopteranodon lii          |
|  |                           |
|  | "Huaxiapterus" benxiensis |
|  |                           |
|  | "Huaxiapterus" corollatus |
|  |                           |
|  | Sinopterus dongi          |
|  |                           |

|  | Europejara olcadesorum  |
|  |                         |
|  | Caiuajara dobruskii     |
|  |                         |
|  | Tapejara wellnhoferi    |
|  |                         |
|  | Tupandactylus imperator |
|  |                         |

|  | Eopteranodon lii          |
|  |                           |
|  | "Huaxiapterus" benxiensis |
|  |                           |
|  | "Huaxiapterus" corollatus |
|  |                           |
|  | Sinopterus dongi          |
|  |                           |

|  | Europejara olcadesorum  |
|  |                         |
|  | Caiuajara dobruskii     |
|  |                         |
|  | Tapejara wellnhoferi    |
|  |                         |
|  | Tupandactylus imperator |
|  |                         |

|  | Eopteranodon lii          |
|  |                           |
|  | "Huaxiapterus" benxiensis |
|  |                           |
|  | "Huaxiapterus" corollatus |
|  |                           |
|  | Sinopterus dongi          |
|  |                           |

|  | Europejara olcadesorum  |
|  |                         |
|  | Caiuajara dobruskii     |
|  |                         |
|  | Tapejara wellnhoferi    |
|  |                         |
|  | Tupandactylus imperator |
|  |                         |

|  | Eopteranodon lii          |
|  |                           |
|  | "Huaxiapterus" benxiensis |
|  |                           |
|  | "Huaxiapterus" corollatus |
|  |                           |
|  | Sinopterus dongi          |
|  |                           |

|  | Europejara olcadesorum  |
|  |                         |
|  | Caiuajara dobruskii     |
|  |                         |
|  | Tapejara wellnhoferi    |
|  |                         |
|  | Tupandactylus imperator |
|  |                         |

|  | Thalassodromeus sethi |
|  |                       |
|  | Tupuxuara leonardii   |
|  |                       |

|  | Eopteranodon lii          |
|  |                           |
|  | "Huaxiapterus" benxiensis |
|  |                           |
|  | "Huaxiapterus" corollatus |
|  |                           |
|  | Sinopterus dongi          |
|  |                           |

|  | Europejara olcadesorum  |
|  |                         |
|  | Caiuajara dobruskii     |
|  |                         |
|  | Tapejara wellnhoferi    |
|  |                         |
|  | Tupandactylus imperator |
|  |                         |

|  | Eopteranodon lii          |
|  |                           |
|  | "Huaxiapterus" benxiensis |
|  |                           |
|  | "Huaxiapterus" corollatus |
|  |                           |
|  | Sinopterus dongi          |
|  |                           |

|  | Europejara olcadesorum  |
|  |                         |
|  | Caiuajara dobruskii     |
|  |                         |
|  | Tapejara wellnhoferi    |
|  |                         |
|  | Tupandactylus imperator |
|  |                         |

|  | Eopteranodon lii          |
|  |                           |
|  | "Huaxiapterus" benxiensis |
|  |                           |
|  | "Huaxiapterus" corollatus |
|  |                           |
|  | Sinopterus dongi          |
|  |                           |

|  | Europejara olcadesorum  |
|  |                         |
|  | Caiuajara dobruskii     |
|  |                         |
|  | Tapejara wellnhoferi    |
|  |                         |
|  | Tupandactylus imperator |
|  |                         |

|  | Eopteranodon lii          |
|  |                           |
|  | "Huaxiapterus" benxiensis |
|  |                           |
|  | "Huaxiapterus" corollatus |
|  |                           |
|  | Sinopterus dongi          |
|  |                           |

|  | Europejara olcadesorum  |
|  |                         |
|  | Caiuajara dobruskii     |
|  |                         |
|  | Tapejara wellnhoferi    |
|  |                         |
|  | Tupandactylus imperator |
|  |                         |

|  | Eopteranodon lii          |
|  |                           |
|  | "Huaxiapterus" benxiensis |
|  |                           |
|  | "Huaxiapterus" corollatus |
|  |                           |
|  | Sinopterus dongi          |
|  |                           |

|  | Europejara olcadesorum  |
|  |                         |
|  | Caiuajara dobruskii     |
|  |                         |
|  | Tapejara wellnhoferi    |
|  |                         |
|  | Tupandactylus imperator |
|  |                         |

|  | Eopteranodon lii          |
|  |                           |
|  | "Huaxiapterus" benxiensis |
|  |                           |
|  | "Huaxiapterus" corollatus |
|  |                           |
|  | Sinopterus dongi          |
|  |                           |

|  | Europejara olcadesorum  |
|  |                         |
|  | Caiuajara dobruskii     |
|  |                         |
|  | Tapejara wellnhoferi    |
|  |                         |
|  | Tupandactylus imperator |
|  |                         |

|  | Eopteranodon lii          |
|  |                           |
|  | "Huaxiapterus" benxiensis |
|  |                           |
|  | "Huaxiapterus" corollatus |
|  |                           |
|  | Sinopterus dongi          |
|  |                           |

|  | Europejara olcadesorum  |
|  |                         |
|  | Caiuajara dobruskii     |
|  |                         |
|  | Tapejara wellnhoferi    |
|  |                         |
|  | Tupandactylus imperator |
|  |                         |

|  | Eopteranodon lii          |
|  |                           |
|  | "Huaxiapterus" benxiensis |
|  |                           |
|  | "Huaxiapterus" corollatus |
|  |                           |
|  | Sinopterus dongi          |
|  |                           |

|  | Europejara olcadesorum  |
|  |                         |
|  | Caiuajara dobruskii     |
|  |                         |
|  | Tapejara wellnhoferi    |
|  |                         |
|  | Tupandactylus imperator |
|  |                         |

|  | Thalassodromeus sethi |
|  |                       |
|  | Tupuxuara leonardii   |
|  |                       |

|  | Eopteranodon lii          |
|  |                           |
|  | "Huaxiapterus" benxiensis |
|  |                           |
|  | "Huaxiapterus" corollatus |
|  |                           |
|  | Sinopterus dongi          |
|  |                           |

|  | Europejara olcadesorum  |
|  |                         |
|  | Caiuajara dobruskii     |
|  |                         |
|  | Tapejara wellnhoferi    |
|  |                         |
|  | Tupandactylus imperator |
|  |                         |

|  | Eopteranodon lii          |
|  |                           |
|  | "Huaxiapterus" benxiensis |
|  |                           |
|  | "Huaxiapterus" corollatus |
|  |                           |
|  | Sinopterus dongi          |
|  |                           |

|  | Europejara olcadesorum  |
|  |                         |
|  | Caiuajara dobruskii     |
|  |                         |
|  | Tapejara wellnhoferi    |
|  |                         |
|  | Tupandactylus imperator |
|  |                         |

|  | Eopteranodon lii          |
|  |                           |
|  | "Huaxiapterus" benxiensis |
|  |                           |
|  | "Huaxiapterus" corollatus |
|  |                           |
|  | Sinopterus dongi          |
|  |                           |

|  | Europejara olcadesorum  |
|  |                         |
|  | Caiuajara dobruskii     |
|  |                         |
|  | Tapejara wellnhoferi    |
|  |                         |
|  | Tupandactylus imperator |
|  |                         |

|  | Eopteranodon lii          |
|  |                           |
|  | "Huaxiapterus" benxiensis |
|  |                           |
|  | "Huaxiapterus" corollatus |
|  |                           |
|  | Sinopterus dongi          |
|  |                           |

|  | Europejara olcadesorum  |
|  |                         |
|  | Caiuajara dobruskii     |
|  |                         |
|  | Tapejara wellnhoferi    |
|  |                         |
|  | Tupandactylus imperator |
|  |                         |

|  | Eopteranodon lii          |
|  |                           |
|  | "Huaxiapterus" benxiensis |
|  |                           |
|  | "Huaxiapterus" corollatus |
|  |                           |
|  | Sinopterus dongi          |
|  |                           |

|  | Europejara olcadesorum  |
|  |                         |
|  | Caiuajara dobruskii     |
|  |                         |
|  | Tapejara wellnhoferi    |
|  |                         |
|  | Tupandactylus imperator |
|  |                         |

|  | Eopteranodon lii          |
|  |                           |
|  | "Huaxiapterus" benxiensis |
|  |                           |
|  | "Huaxiapterus" corollatus |
|  |                           |
|  | Sinopterus dongi          |
|  |                           |

|  | Europejara olcadesorum  |
|  |                         |
|  | Caiuajara dobruskii     |
|  |                         |
|  | Tapejara wellnhoferi    |
|  |                         |
|  | Tupandactylus imperator |
|  |                         |

|  | Eopteranodon lii          |
|  |                           |
|  | "Huaxiapterus" benxiensis |
|  |                           |
|  | "Huaxiapterus" corollatus |
|  |                           |
|  | Sinopterus dongi          |
|  |                           |

|  | Europejara olcadesorum  |
|  |                         |
|  | Caiuajara dobruskii     |
|  |                         |
|  | Tapejara wellnhoferi    |
|  |                         |
|  | Tupandactylus imperator |
|  |                         |

|  | Eopteranodon lii          |
|  |                           |
|  | "Huaxiapterus" benxiensis |
|  |                           |
|  | "Huaxiapterus" corollatus |
|  |                           |
|  | Sinopterus dongi          |
|  |                           |

|  | Europejara olcadesorum  |
|  |                         |
|  | Caiuajara dobruskii     |
|  |                         |
|  | Tapejara wellnhoferi    |
|  |                         |
|  | Tupandactylus imperator |
|  |                         |

## Paleobiologia
Comparações entre os anéis esclerais da Tapejara e de pássaros e répteis modernos sugerem que pode ter sido catemeral, um animal ativo ao longo do dia em intervalos curtos de tempo.